# San Gennaro Vesuviano
San Gennaro Vesuviano là một đô thị của Ý. Đô thị này thuộc tỉnh Napoli trong vùng Campania. San Gennaro Vesuviano có diện tích km2, dân số theo ước tính năm 2010 của Viện thống kê quốc gia Ý là người. 
Các đơn vị dân cư:
Đô thị San Gennaro Vesuviano giáp với các đô thị: